# Золотий дах

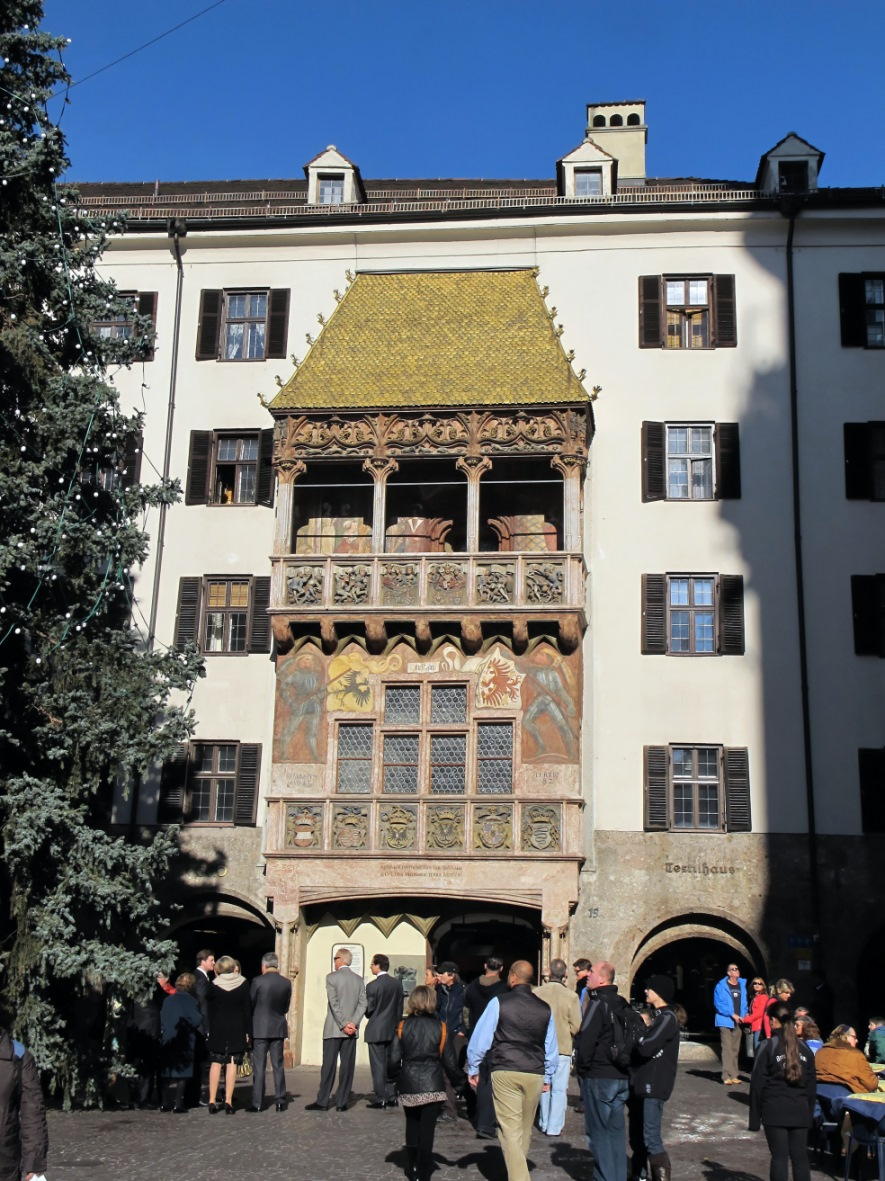
Золотий дах в Інсбруку, Австрія

Золотий дах (нім. Goldenes Dachl) — візитівка австрійського міста Інсбрук, його емблема і туристичний символ. Будинок 15 століття, що знаходиться в районі Старого міста (нім. Altstadt), досі зберігає готичну архітектурну автентичність епохи середньовіччя.

## Історія
Будинок було побудовано в 1420 році і його первісне призначення — резиденція тірольських правителів («Neuhof»). Спочатку будинок належав герцогові Фрідріху IV. У XV столітті ця будівля виконувала фунцію резиденції імператора Максиміліана I. Власне він і дав вказівку, щоб до будівлі прибудували золотий еркер — «королівську лоджію». Балкон із позолоченим дахом розміщений на рівні третього поверху будівлі. На нижніх ярусах тієї ж споруди розмістився ще один балкон із витонченою балюстрадою. 

Сама прибудова була приурочена до особливої події — третього за рахунком одруження імператора з Марією Б'янкою Сфорца. Еркер будинку був покритий мідною позолоченою черепицею з 2657 пластин і виконаний у пізньоготичному стилі. За іншими даними, черепичних пластин налічується 2738 штук. Архітектором прибудови був Ніколаус Тюринг Старший. Стіни будинку прикрашено кам'яними рельєфами, що зображують дивовижних звірів, багатим і колоритними розписами. У сюжетах розписів — сцени на тему імператорського весілля, родинні герби, фрагменти значимих історичних подій. Зі своєї лоджії імператорська родина могла спостерігати за різними дійствами, святами і турнірами а також театральними постановками, що відбувалися на міській площі.
25 лютого 1536 року на площі перед будинком з золотим дахом, під час правління ерцгерцога Фердинанда, внука Максиміліана I, було живцем спалено анабаптиського проповіднкиа Якоба Гуттера.

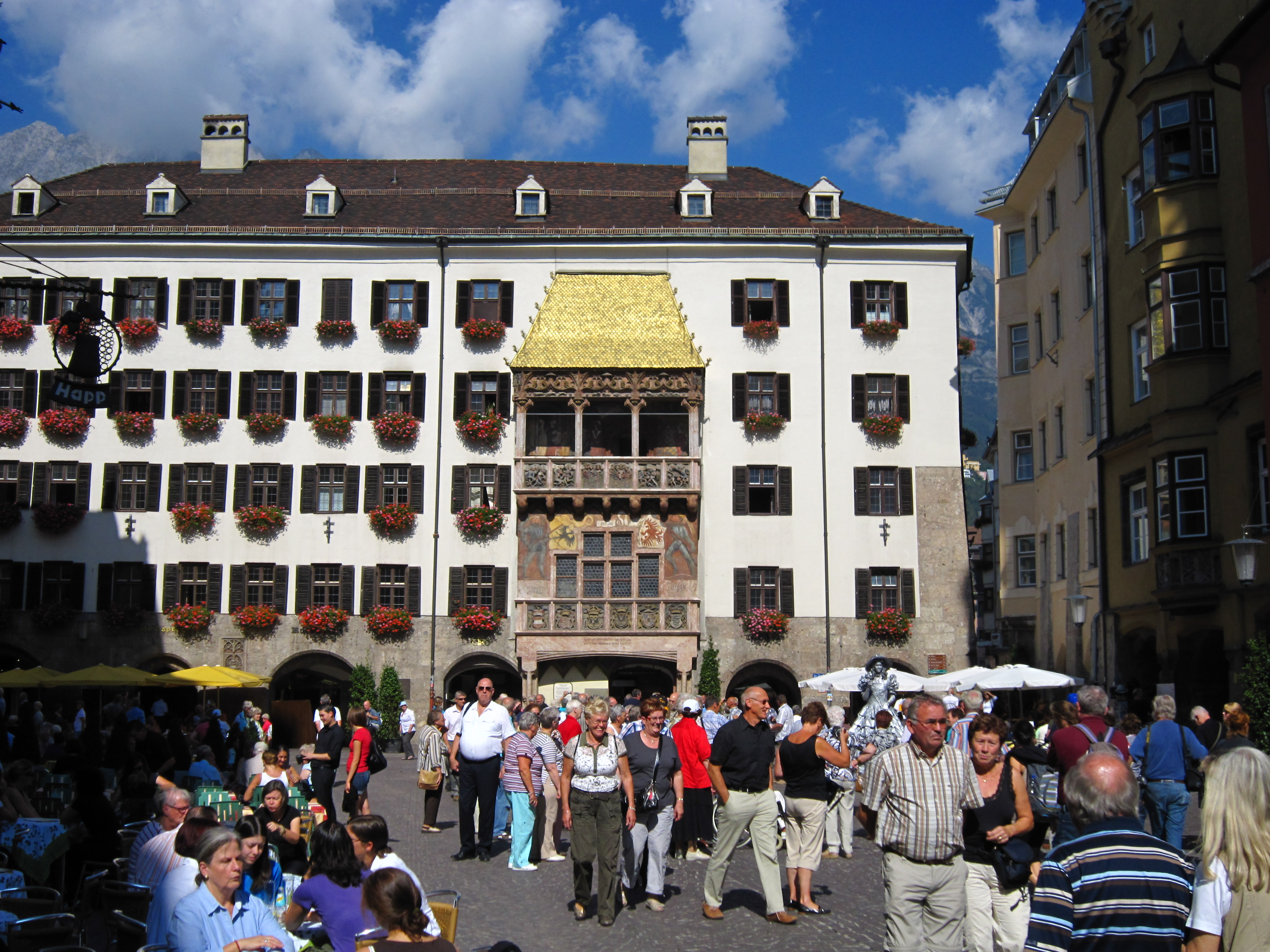
Вид з півдня на будинок з золотим дахом з боку вулиці Herzog-Friedrich-Straße

## Сучасність
1 лютого 1960 року національний оператор поштового зв'язку Австрії випустив поштову марку із серії «Австрійські пам'ятники» вартістю 6,40 шилінгівАвстрійський шилінг і приурочив її саме до цього цікавого історичного об'єкта.

В 1996 році в цьому приміщенні було відкрито музей імператорської династії («Museum Maximilianeum»). В 2007 році він став музеєм Золотого даху після проведених грунтовних ремонтних та реставраційних робіт. В цьому ж приміщенні з 2003 року знаходиться секретаріат Альпійської конвенції. До цієї організації входить вісім альпійських держав, а її мета — координація політики у сфері охорони та захисту Альп. Зараз в будинку, окрім музею, знаходиться також державна установа реєстрації шлюбів.
Бодинок із золотим дахом є тезкою щорічного легкоатлетичного заходу нім. Internationale Golden Roof Challenge, який проводиться з 2005 року в пятницю або в суботу (кінець травня - початок червня) на вулиці, що веде до славнозвісного еркера.

Музей золотого даху в Інсбруку був закритий на плановий ремон, що тривав з початку серпня 2018 року до середини січня 2019 року. В його результаті музей став безбар'єрним. Серед іншого було знято гвинтові сходи і замінено їх автоматичною підйомною системою.